# Rhodoneura
Rhodoneura är ett släkte av fjärilar. Rhodoneura ingår i familjen Thyrididae.

## Bildgalleri

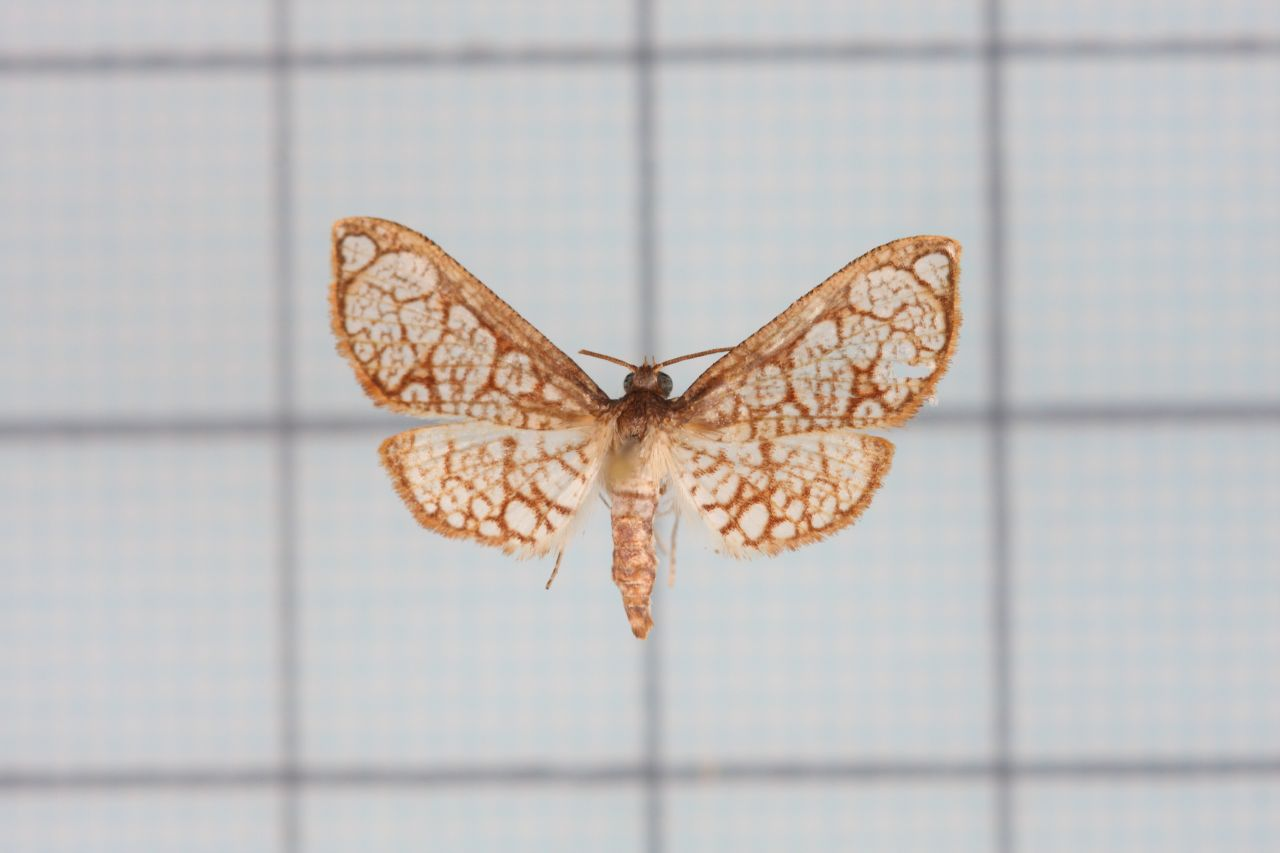

## Dottertaxa tillRhodoneura, i alfabetisk ordning[1]
- Rhodoneura abacha
- Rhodoneura acaciusalis
- Rhodoneura acutalis
- Rhodoneura acygoniata
- Rhodoneura albiferalis
- Rhodoneura albifimbriata
- Rhodoneura albipunctula
- Rhodoneura alikangensis
- Rhodoneura allocota
- Rhodoneura alternata
- Rhodoneura anastomosalis
- Rhodoneura ancylosema
- Rhodoneura angustifascia
- Rhodoneura angustifasciata
- Rhodoneura anticalis
- Rhodoneura arcuata
- Rhodoneura ardens
- Rhodoneura argentalis
- Rhodoneura astrodora
- Rhodoneura atribasalis
- Rhodoneura atriclathrata
- Rhodoneura atripunctalis
- Rhodoneura atristrigulalis
- Rhodoneura aurata
- Rhodoneura aureopicta
- Rhodoneura aurifera
- Rhodoneura australiae
- Rhodoneura bacula
- Rhodoneura basalis
- Rhodoneura bastialis
- Rhodoneura bibacula
- Rhodoneura bifimbriata
- Rhodoneura bimelasma
- Rhodoneura bipuncta
- Rhodoneura bivittata
- Rhodoneura bracteata
- Rhodoneura bullifera
- Rhodoneura bullita
- Rhodoneura candidatalis
- Rhodoneura capotona
- Rhodoneura carneata
- Rhodoneura carneola
- Rhodoneura cellulata
- Rhodoneura changuinola
- Rhodoneura chrysothalama
- Rhodoneura citrina
- Rhodoneura clathraria
- Rhodoneura colorifera
- Rhodoneura commanotata
- Rhodoneura comparalis
- Rhodoneura complicatalis
- Rhodoneura conformis
- Rhodoneura corticina
- Rhodoneura crossosticha
- Rhodoneura crypsiria
- Rhodoneura cuprea
- Rhodoneura cuprealis
- Rhodoneura cuprizona
- Rhodoneura curvilinea
- Rhodoneura curvistriga
- Rhodoneura curvita
- Rhodoneura cymoeasticha
- Rhodoneura cymographa
- Rhodoneura decoratalis
- Rhodoneura denticulosa
- Rhodoneura dialitha
- Rhodoneura dimidiata
- Rhodoneura discopis
- Rhodoneura disjuncta
- Rhodoneura disparalis
- Rhodoneura dissimulans
- Rhodoneura elegantula
- Rhodoneura elongata
- Rhodoneura elongatalis
- Rhodoneura emblicalis
- Rhodoneura epiplemoides
- Rhodoneura erecta
- Rhodoneura erubrescens
- Rhodoneura erythroides
- Rhodoneura euprepes
- Rhodoneura exusta
- Rhodoneura fallacioides
- Rhodoneura fallax
- Rhodoneura fasciata
- Rhodoneura ferreiceps
- Rhodoneura ferrugata
- Rhodoneura ferruginea
- Rhodoneura ferruginosa
- Rhodoneura figurata
- Rhodoneura flavicilia
- Rhodoneura fulviceps
- Rhodoneura fulvipicta
- Rhodoneura fumiceps
- Rhodoneura funesta
- Rhodoneura furcifer
- Rhodoneura fuscusa
- Rhodoneura fuzireticula
- Rhodoneura gilva
- Rhodoneura glaphyralis
- Rhodoneura globulifera
- Rhodoneura gracilis
- Rhodoneura grisa
- Rhodoneura guttula
- Rhodoneura guttulosa
- Rhodoneura hamifera
- Rhodoneura hampsoni
- Rhodoneura hebra
- Rhodoneura hemibruna
- Rhodoneura heterogenalis
- Rhodoneura hieroglyphica
- Rhodoneura hoenei
- Rhodoneura hydreutis
- Rhodoneura hypargyra
- Rhodoneura hyphaema
- Rhodoneura hyphenata
- Rhodoneura hypostilpna
- Rhodoneura illustrata
- Rhodoneura interalbicans
- Rhodoneura intermedia
- Rhodoneura jubralis
- Rhodoneura kirrhosa
- Rhodoneura kosemponis
- Rhodoneura lacteguttata
- Rhodoneura lactiguttata
- Rhodoneura lacunosa
- Rhodoneura laevigata
- Rhodoneura lateralis
- Rhodoneura lateritiata
- Rhodoneura lepida
- Rhodoneura leptiphoralis
- Rhodoneura leucosticta
- Rhodoneura lilacina
- Rhodoneura limatula
- Rhodoneura lineata
- Rhodoneura lipara
- Rhodoneura lucida
- Rhodoneura lunula
- Rhodoneura margaritalis
- Rhodoneura marmorealis
- Rhodoneura marojejy
- Rhodoneura mediostrigata
- Rhodoneura melanostigmalis
- Rhodoneura melilialis
- Rhodoneura mellea
- Rhodoneura melli
- Rhodoneura mescememna
- Rhodoneura mesosticta
- Rhodoneura midfascia
- Rhodoneura minicula
- Rhodoneura mixisa
- Rhodoneura mochlias
- Rhodoneura molecula
- Rhodoneura mollicellalis
- Rhodoneura mollis
- Rhodoneura molybditis
- Rhodoneura moorei
- Rhodoneura multifasciata
- Rhodoneura multifenestrata
- Rhodoneura multiguttata
- Rhodoneura multipunctata
- Rhodoneura naevina
- Rhodoneura nana
- Rhodoneura neapolitana
- Rhodoneura nebulosa
- Rhodoneura nephelopera
- Rhodoneura nigralbata
- Rhodoneura nigristriata
- Rhodoneura nigrithorax
- Rhodoneura nitens
- Rhodoneura nitida
- Rhodoneura notula
- Rhodoneura nox
- Rhodoneura nubila
- Rhodoneura nudicornis
- Rhodoneura nullula
- Rhodoneura obliqualis
- Rhodoneura obliquistrigalis
- Rhodoneura obsolescens
- Rhodoneura oligosticha
- Rhodoneura opalinula
- Rhodoneura ophiographa
- Rhodoneura ordinaria
- Rhodoneura orientalis
- Rhodoneura ornata
- Rhodoneura oxydata
- Rhodoneura pachystrigata
- Rhodoneura pallida
- Rhodoneura pammicra
- Rhodoneura parallelina
- Rhodoneura parcipunctalis
- Rhodoneura particolor
- Rhodoneura paullula
- Rhodoneura perlula
- Rhodoneura pernitescens
- Rhodoneura phasianalis
- Rhodoneura phaula
- Rhodoneura phoenicophora
- Rhodoneura phricosticha
- Rhodoneura piperata
- Rhodoneura plagiata
- Rhodoneura plagiatula
- Rhodoneura plagula
- Rhodoneura platyntis
- Rhodoneura plinthochroa
- Rhodoneura plumbea
- Rhodoneura politula
- Rhodoneura polychloralis
- Rhodoneura polygraphalis
- Rhodoneura polystictalis
- Rhodoneura polyterpes
- Rhodoneura postponens
- Rhodoneura praeusta
- Rhodoneura pralanis
- Rhodoneura pudicula
- Rhodoneura pulchelloides
- Rhodoneura punctum
- Rhodoneura puralis
- Rhodoneura quadripunctula
- Rhodoneura quartaria
- Rhodoneura quinquelineata
- Rhodoneura quinquelineolata
- Rhodoneura ramifera
- Rhodoneura rectiviata
- Rhodoneura reticulalis
- Rhodoneura reticulata
- Rhodoneura rhaphiducha
- Rhodoneura rhodosticta
- Rhodoneura rhomboidea
- Rhodoneura rhythmica
- Rhodoneura ritteri
- Rhodoneura rosacea
- Rhodoneura rosenbergi
- Rhodoneura roseobrunnea
- Rhodoneura roseola
- Rhodoneura rotundula
- Rhodoneura rufareta
- Rhodoneura rufidorsata
- Rhodoneura rufifimbria
- Rhodoneura rufigrisea
- Rhodoneura rufistrigata
- Rhodoneura ruinosa
- Rhodoneura salmo
- Rhodoneura scripta
- Rhodoneura sectilinea
- Rhodoneura semierma
- Rhodoneura semiperforata
- Rhodoneura separata
- Rhodoneura sericatalis
- Rhodoneura serraticornis
- Rhodoneura setifera
- Rhodoneura seyrigi
- Rhodoneura shini
- Rhodoneura sordidula
- Rhodoneura sparsireta
- Rhodoneura sphoraria
- Rhodoneura splendida
- Rhodoneura spurcatula
- Rhodoneura squalida
- Rhodoneura staccata
- Rhodoneura sterna
- Rhodoneura stigmatophora
- Rhodoneura striativena
- Rhodoneura strigatula
- Rhodoneura strix
- Rhodoneura subauratalis
- Rhodoneura subcostalis
- Rhodoneura sublucens
- Rhodoneura subolivescens
- Rhodoneura subopalina
- Rhodoneura subtransversalis
- Rhodoneura sugitanii
- Rhodoneura sulphurea
- Rhodoneura superba
- Rhodoneura taeniata
- Rhodoneura tanyvalva
- Rhodoneura taphiusalis
- Rhodoneura terminalis
- Rhodoneura terreola
- Rhodoneura tetragonata
- Rhodoneura tetraonalis
- Rhodoneura thiastoralis
- Rhodoneura tigridula
- Rhodoneura translucida
- Rhodoneura triangularis
- Rhodoneura triangulifera
- Rhodoneura trigoniphora
- Rhodoneura tristriata
- Rhodoneura tritropha
- Rhodoneura triumphans
- Rhodoneura tuberosalis
- Rhodoneura turbatalis
- Rhodoneura umbrata
- Rhodoneura uniformis
- Rhodoneura unitula
- Rhodoneura variabilis
- Rhodoneura vermiculata
- Rhodoneura werneburgalis
- Rhodoneura viettealis
- Rhodoneura vinosa
- Rhodoneura violalis
- Rhodoneura virginula
- Rhodoneura viriditincta
- Rhodoneura vittula
- Rhodoneura ypsilon
- Rhodoneura yunnana
- Rhodoneura yunnanensis
- Rhodoneura zophocrana
- Rhodoneura zurisana